# Treno Gottardo

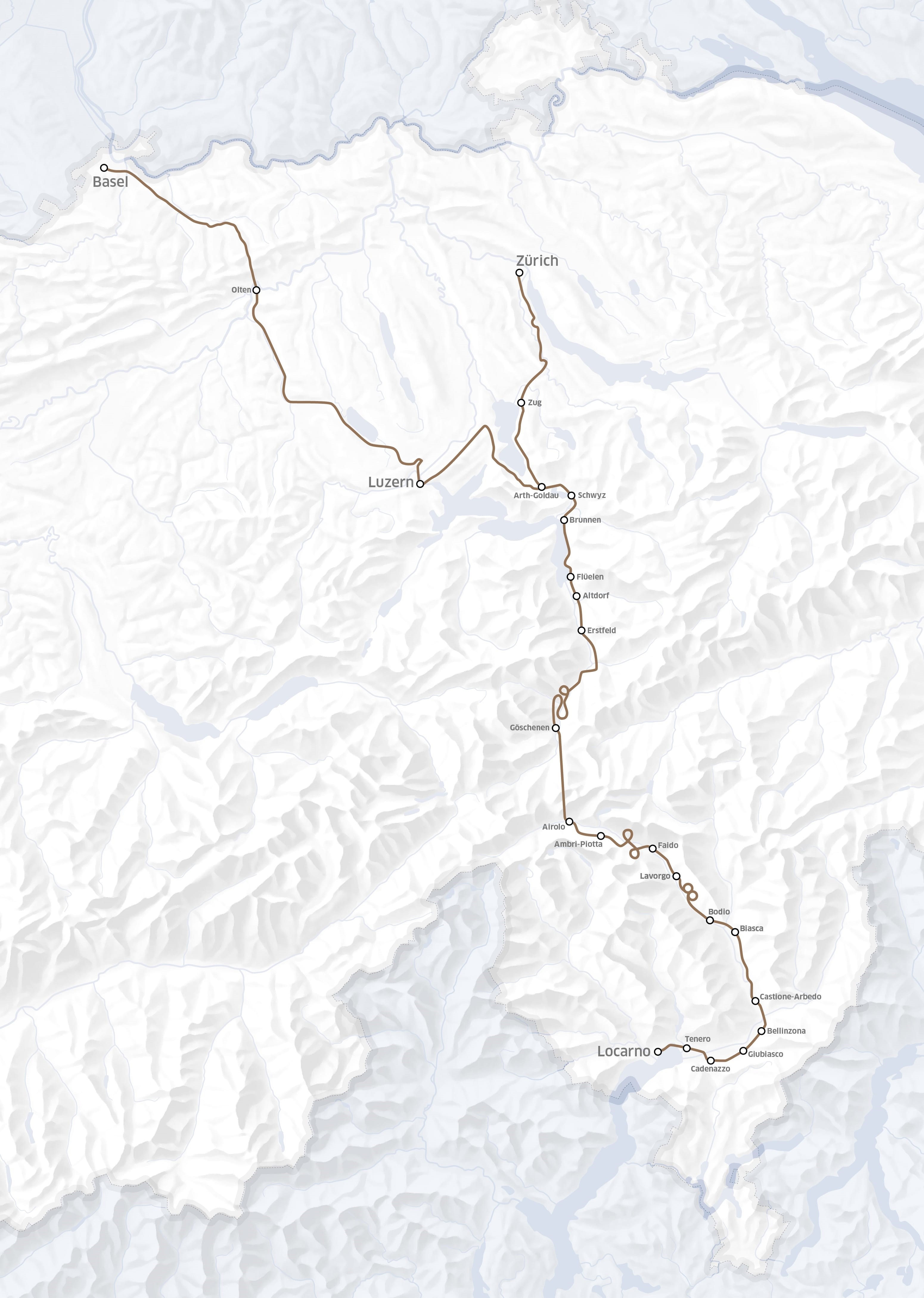

Treno Gottardo, TG para abreviar, es el nombre de un tren operado por Swiss Southeast Railway (SOB) que conectará Basilea y Zúrich con Ticino a través de Arth-Goldau y Erstfeld a partir del 13 de diciembre de 2020. Se extenderá a Bellinzona hasta el 5 de abril de 2021, luego a Locarno. El tren sale alternativamente desde Basilea y Zúrich cada hora. El Treno Gottardo opera como un tren de categoría Interregio, o IR para abreviar.